# Fa'aSamoa
Il termine fa'aSamoa indica lo “stile di vita samoano”, in armonia con la cultura, le usanze e i costumi tradizionali. 

## Principi

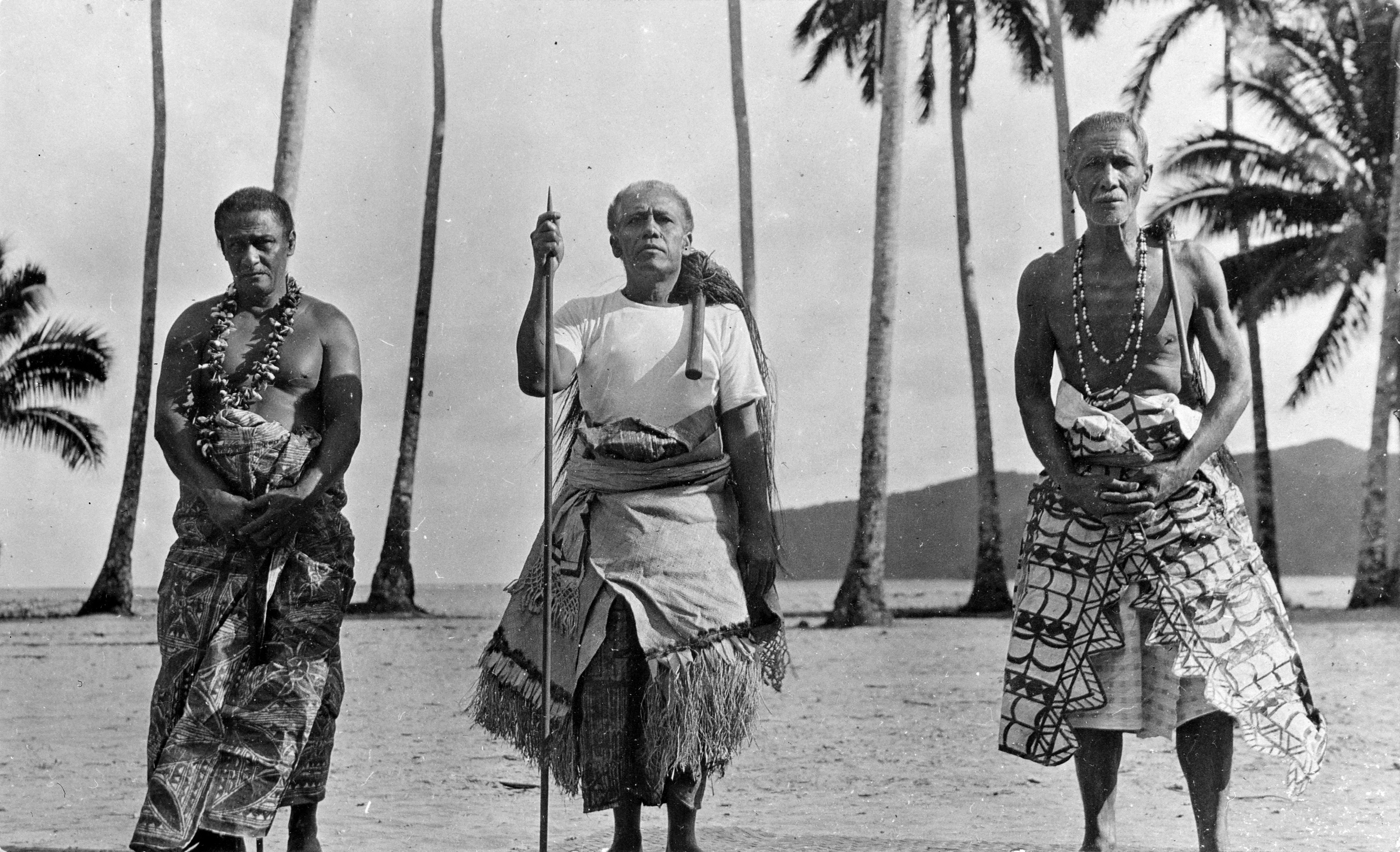
Tre matai con i simboli dello status di oratori. I due uomini di lato portano sulla spalla sinistra la fue, frusta di corda con un manico di legno; l'anziano al centro porta il bastone di legno, to'oto'o, e indossa un 'ie toga, stuoia fine.

Il fa'aSamoa si fonda su una serie di valori e tradizioni:
- aiga (famiglia)
- tautala Samoa (lingua samoana)
- gafa (genealogie)
- matai (sistema dei capi)
- lotu (chiesa)
- fa'alavelave (cerimoniali e altri obblighi familiari)

Alla sua base vi sono tre principi fondamentali: ava (rispetto per l'autorità - i genitori, gli anziani, i matai, i membri del villaggio), fa'aaloalo (riverenza e umiltà), alofa (amore, obbedienza e lealtà nei confronti dei propri parenti e degli obblighi familiari). 
Questo sistema di convenzioni culturali si manifesta in ogni aspetto della vita e delle istituzioni sociali, economiche e politiche della comunità, a partire dall'aiga, la famiglia, incentrata sulla trasmissione dei valori del fa'aSamoa.
La struttura sociale determina per ogni individuo i ruoli e le responsabilità da sostenere, onorare, rispettare ed eseguire, per mantenere la stabilità, l'armonia e il benessere di tutti. Ogni bambino che nasce ha sua identità culturale unica, associata ai diritti di nascita, che lo rende il continuum vivente della genealogia, del patrimonio e della storia della famiglia. È erede, o suli, della terra di famiglia e del titolo matai.

## Organizzazione sociale
(Aiono Fanaafi Le Tagaloa, 1991)
Il fa'aSamoa più dettagliatamente è stato definito un “sistema politico e socioeconomico [...] basato sulla struttura sociale dell'aiga e del nu'u e sull'autorità di matai e fono.”

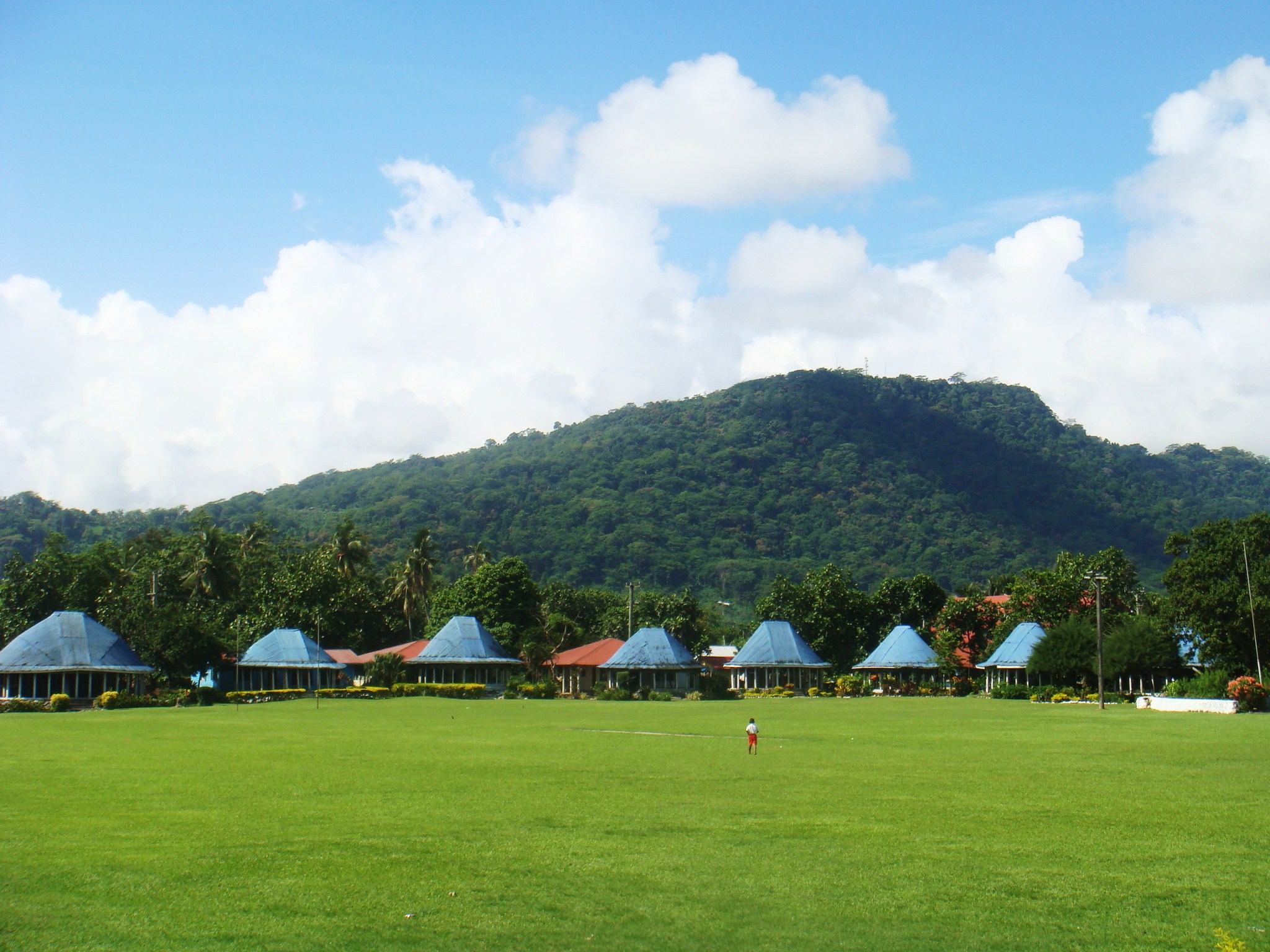
Villaggio di Lepea con case di riunione rotonde, dove si svolgono le riunioni dei matai, e un'area comune aperta (malae) per cerimonie all'aperto.

La famiglia, o aiga, è l'unità sociale su cui si fonda la comunità samoana, la fonte dell'identità di ciascun samoano in quanto a provenienza (luogo di nascita), legami e obblighi parentali, cultura. Il concetto di aiga è incompatibile con quello occidentale di individualità. L'aiga è formata da un gruppo di persone con legami di sangue, o persone adottate come parenti, che cooperano preservando il nome di un antenato fondatore, rispettando tutti gli obblighi rituali associati a questo nome.
A capo di ogni aiga c'è il matai, il capofamiglia, comunemente maschio, eletto con il consenso del gruppo per portare il nome, il "titolo", dell'antenato fondatore. Esistono due tipi di matai: ali'i, “capi in carica”, che fino a prima della cristianizzazione detengono un'autorità sia laica che divina (quest'ultima verrà poi incorporata dai pastori cristiani) e incarnano la dignità del gruppo, e tulafale, “capi parlanti”, oratori che assumono un ruolo ufficiale quando parlano a nome degli ali'i in certi eventi pubblici formali. Solitamente un tulafale è associato a un ali’i per il quale agisce. Ogni matai supervisiona e si prende cura dell'aiga di cui ha il controllo e ne è responsabile nei confronti della comunità. È il custode del nome della famiglia, della terra e delle sue risorse, che può dividere e distribuire; ha la capacità di mobilitare denaro e manodopera per progetti familiari, per la chiesa o il villaggio; assicura l'adempimento degli obblighi sociali di ciascun membro nei confronti della comunità, agisce come mediatore nel caso di controversie nate all'interno dell'aiga e ne è suo rappresentante nel consiglio del villaggio.
Circa l'85% della popolazione è governata direttamente dai matai e la stessa percentuale di terre del paese è di proprietà comune, supervisionata dai titolari dei titoli matai e da altri leader del villaggio. La rimanente percentuale è costituita da terreni di proprietà e demaniali. Nel 2016 sono risultati censiti circa 17.000 matai.
Ogni villaggio, nu'u, costituito da un certo numero di aiga, si regge sulla struttura sociale, economica, politica e culturale rappresentata dal “sistema del matai”, detto fa'amatai. L'autorità suprema è assunta dal consiglio del villaggio, alii faipule, costituito dai matai di ogni famiglia. La “riunione del villaggio” fono fa'ale-nu'u, si svolge in un luogo aperto, uno spazio verde chiamato malae malae-fono. Ogni consiglio di villaggio si comporta in modo autonomo dagli altri nu'u, stabilisce e fa applicare le leggi, sottopone a giudizio chi non le rispetta, fa da mediatore nelle controversie familiari all'interno del villaggio.
Oltre che ai matai e al fono matai, gli altri gruppi sociali in cui si suddividono gli abitanti di un villaggio sono:
- faletua ma tausi, composto dalle mogli dei matai; gode di un ruolo attivo, complementare a quella del consiglio del villaggio. ll suo ruolo principale è di fornire consulenza al consiglio del villaggio
- l'aualuma o tamaita'i, o “comitato delle donne”, composto da tutte le ragazze del villaggio, comprese le figlie e sorelle del matai. Dagli anni Trenta del Novecento questa istituzione conosce un declino, parallelo all'ascesa di una nuova organizzazione femminile, la komiti, che assume maggiori responsabilità in materia di igiene, salute e istruzione.[10]
- l'aumaga, composto dai maschi senza titolo del villaggio (taulele'a), compresi i figli dei matai: rappresentano la forza lavoro del villaggio, gli esecutori dei matai, ne attuano le decisioni e svolgono gran parte del difficile lavoro fisico nei villaggi: costruzione di canoe e di case, coltivazione della terra, attività di caccia o di pesca.[11]